# Verena Rehm
Verena Carmen Rehm (* 14. Mai 1984 in Neuburg an der Donau) ist eine deutsche Sängerin, Songwriterin und Produzentin, die vor allem als Teil der Dance-Formation Groove Coverage bekannt wurde und in deren Videos zu God Is a Girl, The End und Tell Me zu sehen war; zudem komponiert und produziert sie seit Jahren die Songs von Groove Coverage. Darüber hinaus ist sie Texterin und Produzentin für DJane Housekat und Rameez, in deren Musikvideos sie ebenfalls auftritt.

## Leben

### Kindheit und Jugend
Bereits in jungen Jahren nahm Rehm Gesangsunterricht, spielte Klavier und besuchte acht Jahre lang das musische Gabrieli-Gymnasium Eichstätt. Ihre ersten Bühnenerfahrungen sammelte sie mit der Cover-Band Querbeet. Nach vier Jahren als Leadsängerin der Band trennten sich ihre Wege.

### Durchbruch mit Groove Coverage
2001 wurden die Produzenten Axel Konrad und Ole Wierk für die Dance-Formation Groove Coverage auf Rehm aufmerksam. Die Debütsingle Moonlight Shadow war erfolgreich. Auf Grund der Schwangerschaft von Frontfrau Melanie Münch übernahm die bis dahin nur als Background-Sängerin beschäftigte Verena Rehm 2002 die Hauptrolle in den Musikvideos zu God Is a Girl und The End. Auf den Alben von Groove Coverage ist Rehm vorwiegend im Hintergrund zu hören, Ausnahmen sind Songs wie Rock aus dem Album 21st Century oder Lullaby for Love aus dem Album Covergirl. Rehm ist auf den CD-Covern der Singles God is a Girl und The End sowie dem ersten Album Covergirl zu sehen. Die Band verkaufte über 13 Millionen Tonträger weltweit.

### Weitere Projekte
Außer bei Groove Coverage wirkte Rehm auch als Sängerin und Songwriterin auf dem Album Reckless von Special D. mit. Sie veröffentlichte bisher mit verschiedenen Synonymen wie Spring Break, Renegade Masterz oder Age Pee, 8 weitere Songs. Darunter auch Crystal Ship und Big Bad Love.

### Musikschule
Rehm bildet seit 2004 selbst Gesangs- und Klavierschüler aus.

### 2012/2013: Bühnencomeback
Seit 2003 ist Rehm nicht mehr live aufgetreten. 2012 nahm sie mit DJane Housekat und Rameez den Titel My Party auf, der auf Platz vier in den offiziellen Media Control Charts, Platz eins in den iTunes-Charts und Platz vier in den österreichischen Charts landete. Am 6. Mai 2012 feierte sie erstmals seit ihrem Rückzug aus den Medien im Jahr 2003 im ZDF-Fernsehgarten ihr Bühnencomeback. Zudem trat sie am 1. Juni mit DJane Housekat im „Colosseum Theater“ in Essen bei The Dome 62 auf.
Am 18. Januar 2013 erschien die Single All the Time von DJane Housekat und Rameez, an dessen Text und Komposition Rehm mit ihrem Lebensgefährten Axel Konrad beteiligt war. Sie singt die weiblichen Vocals im Song und spielt zudem einige Elemente mit dem Klavier. Der Song konnte sich vor der Veröffentlichung auf Platz 19 in den Top 100 der deutschen DJ Playlist platzieren.
Am 8. November 2013 erschien die Single Don’t u Feel Alright von DJane Housekat, in dem Rehm erneut die weiblichen Parts singt. Der Song ist eine Coverversion von Liquidos Titel Narcotic. Rehm ist zudem im dazugehörigen Musikvideo zu sehen.

### 2014
Am 31. Januar 2014 erschien die Single Tell Me von Groove Coverage. Rehm ist bei dem Titel als Zweitstimme zu hören und spielt im Musikvideo der Band eine Nebenrolle.
Am 1. Juli 2014 veröffentlichte Rameez in den USA den Song Girlz in Luv, zu dem Rehm ihre Stimme beisteuerte.

### 2016
Am 22. Juni 2016 veröffentlichte Rameez offiziell seine neue Single Hello Summer, dessen Leadvocals erneut von Rehm beigesteuert wurden. Es ist die erste Single des Rappers, zu der kein Musikvideo gedreht wurde; der Track ist ausschließlich als MP3-Download erhältlich.